# Rites of Spring (álbum)
Rites Of spring es el primer y único álbum de estudio publicado por la influyente banda de post-hardcore Rites of Spring.
Las doce canciones fueron grabadas en Inner Ear Studios en febrero de 1985, producidas por Ian MacKaye y lanzadas en vinilo en junio del mismo año, (Dischord Records #16). 
Posteriormente se relanzó en 1987, en los formatos de casete y CD, incluyendo una canción adicional de la misma sesión de grabación, "Other Way Around", además de las cuatro canciones de su siguiente EP "All Through a Life" track 14-17), grabadas en enero de 1986 y publicado en 1987, (Dischord #22).End on End Presenta la misma portada que su álbum debut.
El álbum figura #30 en el Top 50 de Álbumes Favoritos de Kurt Cobain.

## Lista de canciones
(Todas las canciones compuestas por Rites of Spring)
Side one
1. "Spring" - 2:09
2. "Deeper than Inside" - 2:17
3. "For Want Of" - 3:09
4. "Hain's Point" - 2:08
5. "All There Is" - 2:54
6. "Drink Deep" - 4:54

Side two
1. "Theme" - 2:19
2. "By Design" - 2:38
3. "Remainder" - 2:30
4. "Persistent Vision" - 2:21
5. "Nudes" - 2:48
6. "End on End" - 7:23

## Detalles de la grabación
- Guy Picciotto - Voz, Guitarra
- Eddie Janney - Guitarra
- Mike Fellows - bajo eléctrico
- Brendan Canty - batería
- Ian MacKaye - Productor
- Michael Hampton - Producer

## Menciones
- No. 96 en el top 100 Albúms de los 80' de Pitchfork.